# Vlček (přírodní rezervace)
Vlček je přírodní rezervace na kopci Vlčí kámen (883 m n. m.) ve Slavkovském lese, byla vyhlášena v roce 1966 a nachází se u obcí Mnichov a Prameny. Důvodem ochrany je ochrana přirozeného boru na hadcovém substrátu s význačnou květenou. Rezervace má také významný krajinářský význam, rozsáhlý hřbet tvoří výraznou krajinnou dominantu. Péčí o území je pověřena správa CHKO Slavkovský les.

## Popis oblasti

### Geologie
Území se nachází v jihozápadní části hadcového hřbetu Vlčího kamene (883 m n. m.), přibližně 2 km od Pramenů. Je součástí mohutného hadcového tělesa v mariánsko-lázeňském metabazitovém komplexu, největší hadcové oblasti v Českém masivu.
Ve vrcholové části lokality jsou výchozy hadce obnažené a vytvářejí menší skalky.
Zvětráváním hadce s vysokým obsahem hořčíku vznikl specifický substrát, který výrazně ovlivňuje zdejší vegetaci.

### Flóra a fauna
Zdejší substrát má nízký obsah živin. Obsah základních prvků jako jsou dusík, draslík a fosfor je velmi nízký. Naopak vysoká je koncentrace těžkých kovů, zejména niklu, chromu a kobaltu, a proto je substrát pro většinu rostlin toxický. Právě tato toxicita je podle botaniků důvodem výskytu specifické hadcové vegetace. Ta se dokáže se špatnými podmínkami vyrovnat a chybí jí konkurence jiných rostlin. Bylo totiž zjištěno, že hadcové vegetaci se dobře daří i v příznivých půdních podmínkách, v substrátech bohatých na živiny. Zde ji však vytlačí konkurenční vegetace.
Na území převládají původní porosty borovice lesní (Pinus sylvestris). V bylinném patře roste vzácný hvozdík lesní (Dianthus sylvaticus), vřesovec pleťový (Erica carnea) a lilie zlatohlavá (Lilium martagon). Na sušších místech území roste zimostrázek alpský (Polygala chamaebuxus) a horská plavuň vranec jedlový (Huperzia selago). Ve skalních trhlinách rostou kapradiny sleziník nepravý (Asplenium adulterinum) a sleziník hadcový (Asplenium cuneifolium). Vzácně se na části území vyskytuje endemický rožec kuřičkolistý (Cerastium alsinifolium) a svízel sudetský (Galium sudeticum).
Obratlovci jsou zastoupeni běžnými druhy světlých lesů. Hnízdí zde čáp černý (Ciconia nigra), hojný je datel černý (Dryocopus martius). Ve starší literatuře se na území uvádějí tokaniště vzácného tetřívka obecného (Tetrao tetrix), ten však již ze Slavkovského lesa téměř vymizel a na lokalitě nebyl nově potvrzen.
Naposledy zde byl pozorován v roce 1983.

## Galerie

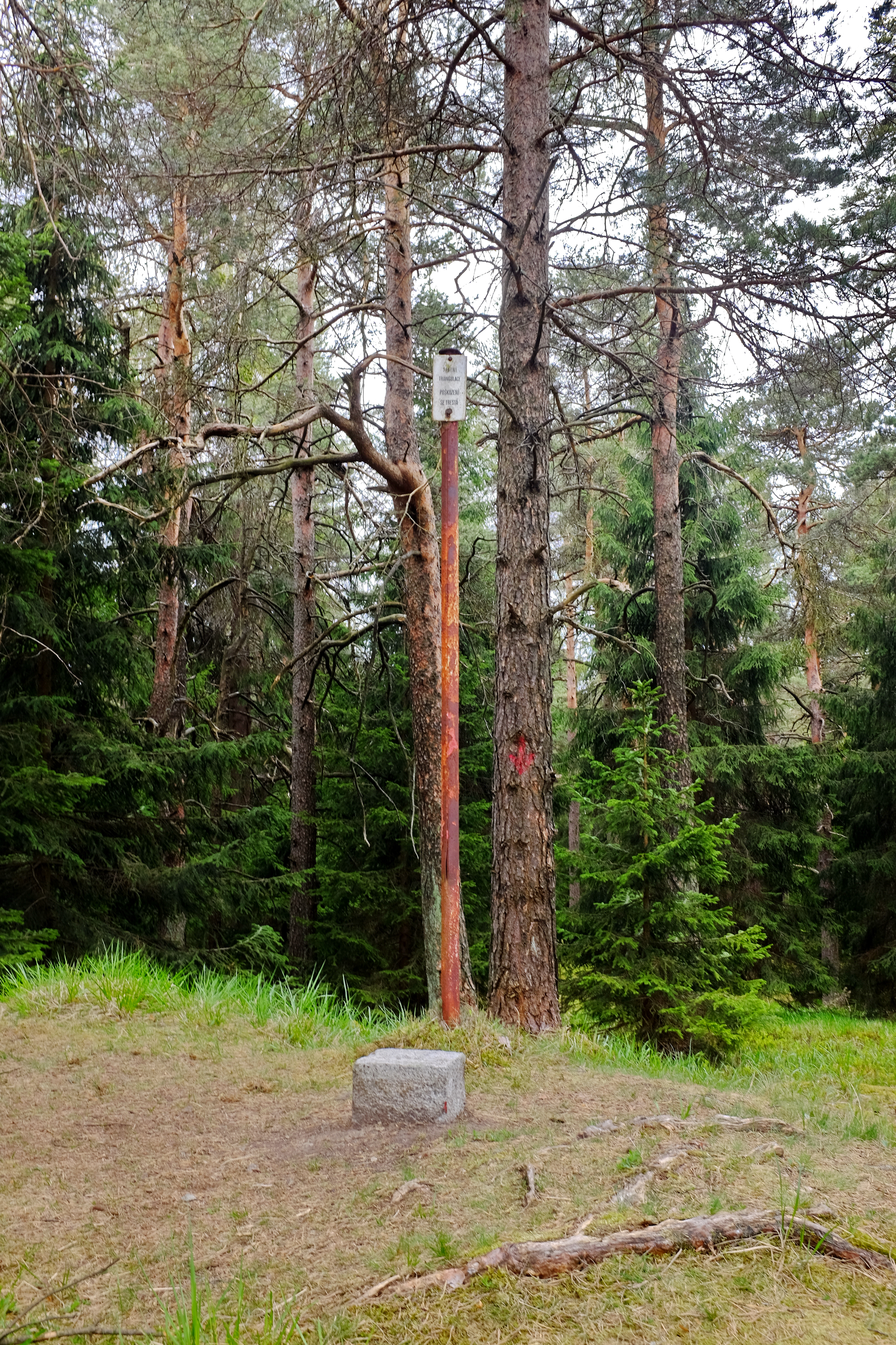
Vrchol kopce
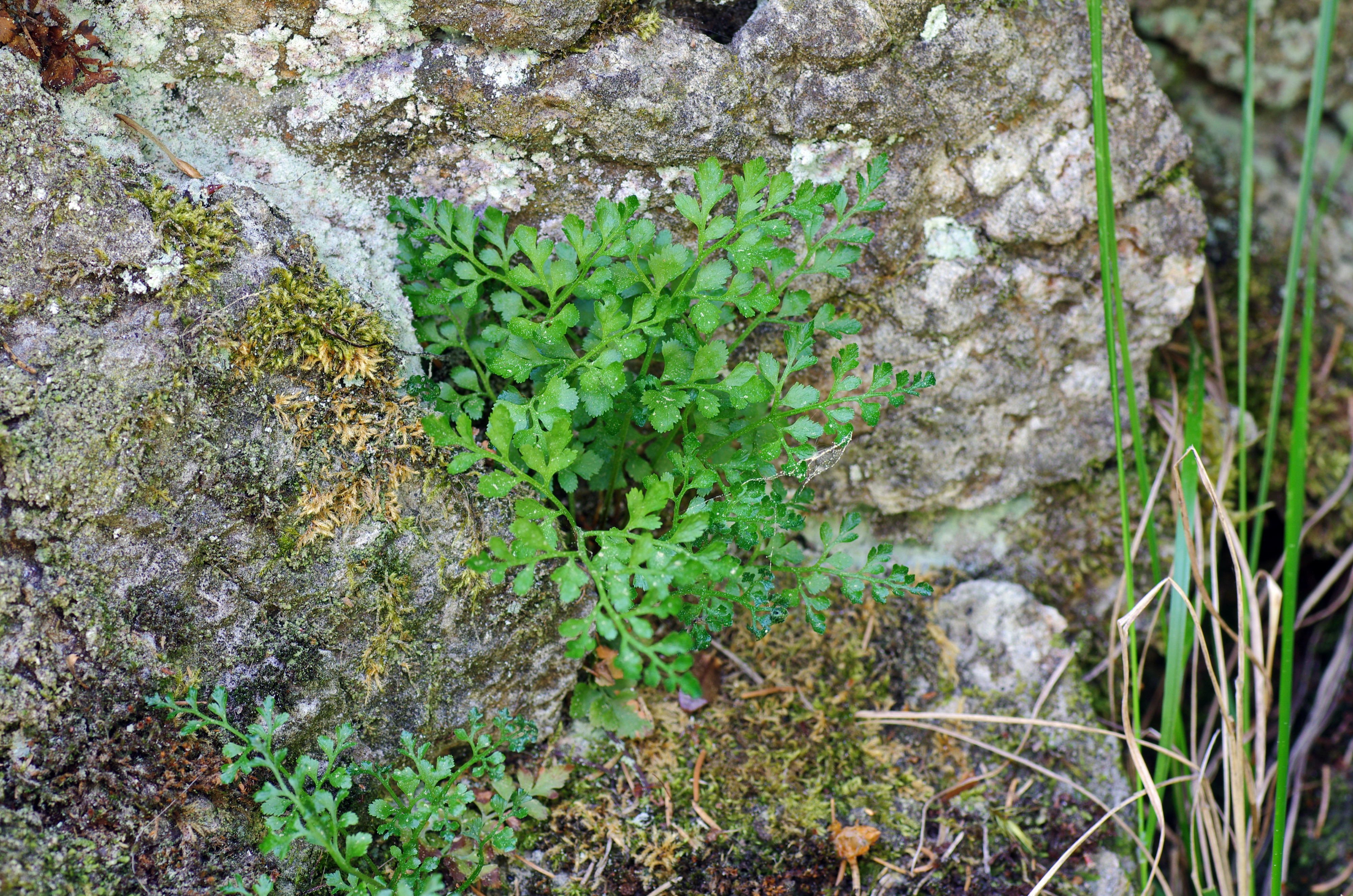
Sleziník hadcový ve skalní štěrbině
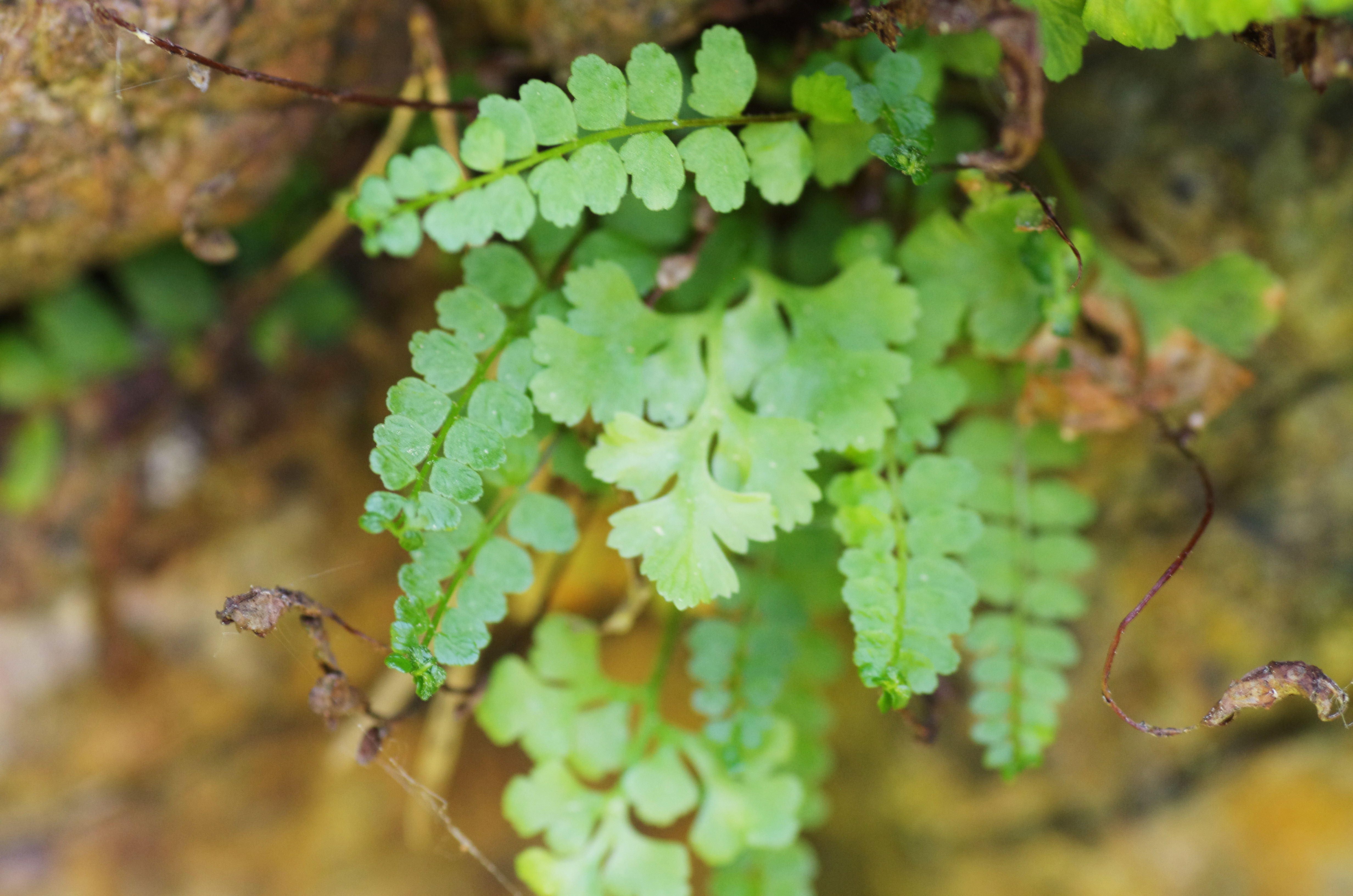
Sleziník nepravý
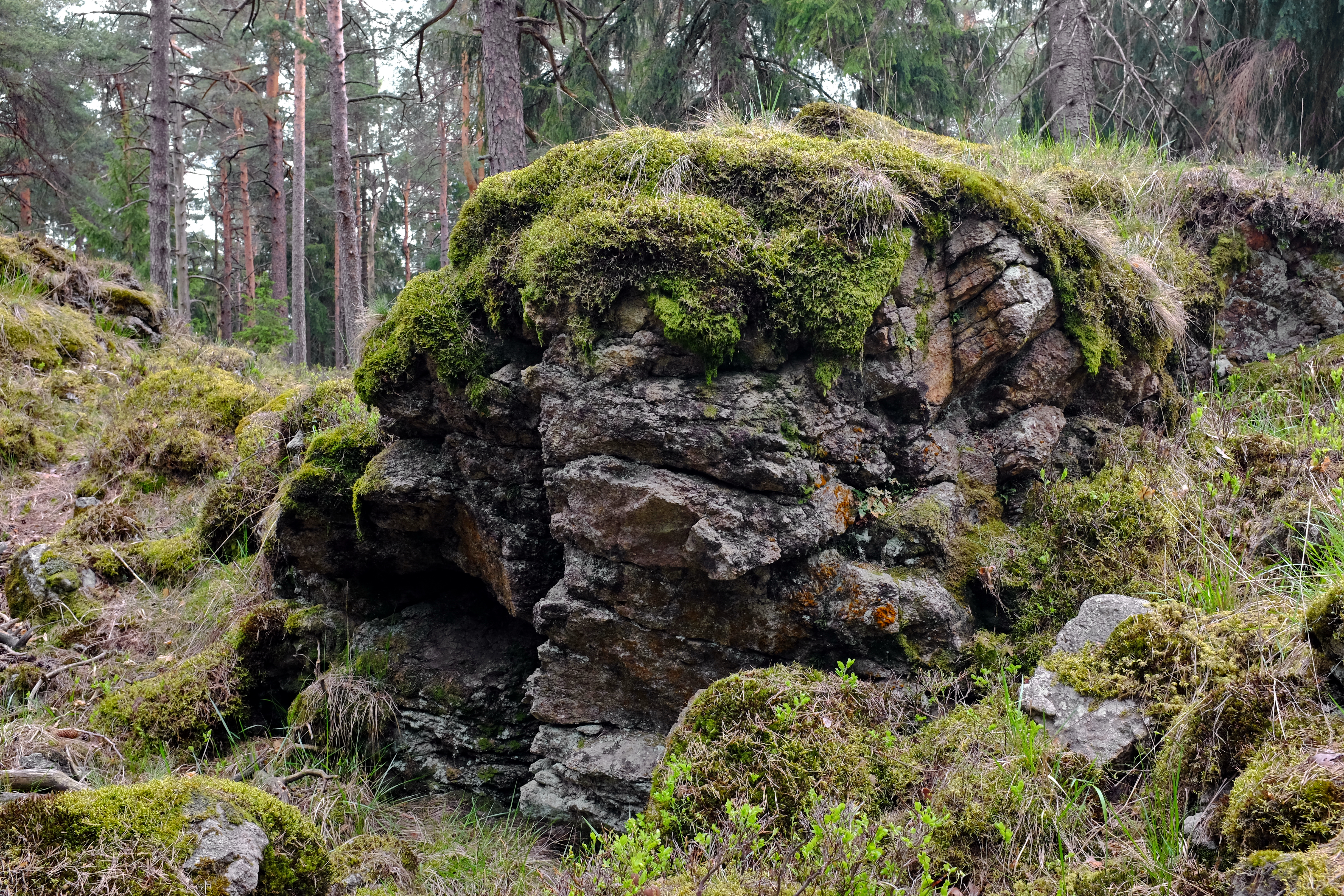
Hadcové skalky pod vrcholem
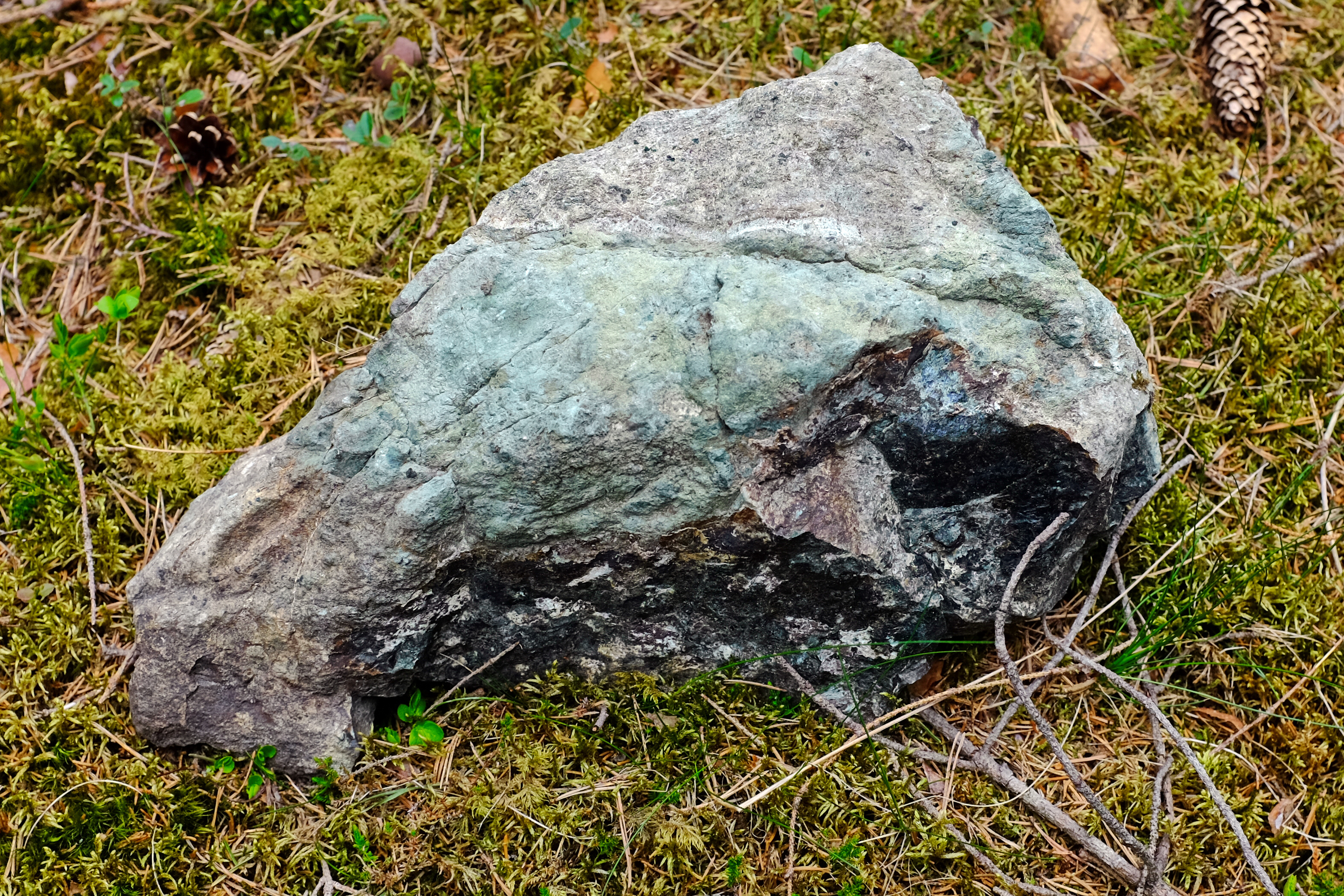
Balvan hadce